# Pénitencier fédéral d'Atlanta
United States Penitentiary, Atlanta
Le pénitencier fédéral d’Atlanta (en anglais : United States Penitentiary, Atlanta ou USP Atlanta) originellement nommé Atlanta Federal Penitentiary est une prison fédérale américaine à sécurité moyenne pour hommes détenus à Atlanta, en Géorgie. Il est géré par le Bureau fédéral des prisons, une division du département de la justice des États-Unis. L'établissement dispose également d'un centre de détention pour les détenus en attente d'un procès et en attente de transferts, ainsi que d'un camp de détention satellite pour les détenus de sexe masculin à sécurité minimale.

## Histoire

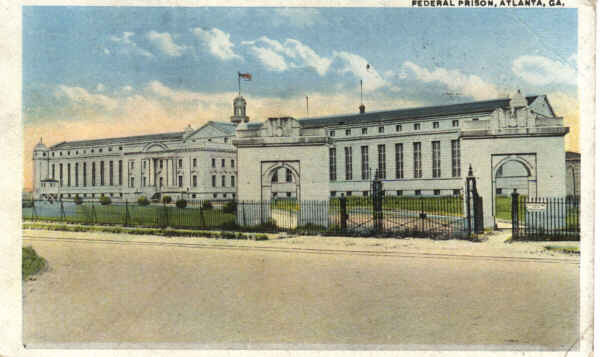
Carte postale du pénitencier fédéral d'Atlanta en 1920

En 1891, le Congrès américain adopte la « Three Prisons Act », qui définit les règles du nouveau système pénitentiaire fédéral (FPS). Les trois premiers pénitenciers (Leavenworth, Atlanta et McNeil Island) sont planifiés avec une gestion et une surveillance dépendant du  ministère de la Justice. 
En 1899, la construction d'une nouvelle prison fédérale à Atlanta est autorisée par le président William McKinley.
William S. Eanes, architecte de St. Louis (Missouri) et le procureur général des États-Unis, John W. Griggs, de rendent le 18 avril 1899 à Atlanta pour sélectionner le site de la prison.
La construction du Atlanta Federal Penitentiary est achevée en janvier 1902 et le pénitencier ouvre ses portes avec le transfert de six détenus du centre correctionnel de Sing Sing dans le nord de l'État de New York. Les dossiers des détenus sont enrichis de mini-biographies écrites par les responsables de la prison qui enregistrent tous les détails de leurs vies (comme les traitements médicaux, visiteurs, lettres reçues et envoyées).
L'établissement est rebaptisé « United States Penitentiary, Atlanta » lorsque le gouvernement américain créé le Bureau fédéral des prisons en 1930.
Des trois pénitenciers construits à la suite du Three Prisons Act de 1891, ceux de Leavenworth (Kansas) et d'Atlanta sont toujours en activité, le pénitencier de McNeil Island ayant fermé en 1976. 
Dans les années 1980, le pénitencier est utilisé comme centre de détention pour les réfugiés cubains de l'Exode de Mariel qui n'étaient pas éligibles à la libération dans la société américaine.

## Description
Le bâtiment principal de la prison est conçu par le cabinet d'architectes Eames & Young (en)  de St. Louis (Missouri), qui a également conçu le bâtiment principal du pénitencier fédéral de Leavenworth. Il couvre 300 acres (1,2 km2) et a initialement une capacité de 1200 détenus. 

## Sources
- (en) Cet article est partiellement ou en totalité issu de l’article de Wikipédia en anglais intitulé « United States Penitentiary, Atlanta » (voir la liste des auteurs).